# Лъчеперки
Лъчеперките (Actinopterygii) са клас висши риби. Включват около 97% от съвременните риби (освен тях има и ръкоперки и безчелюстни риби).

Тялото най-често е покрито с костни люспи, гръбначният стълб е главно от костно вещество, плавателният мехур е обикновено добре развит. Размножаването е посредством хайвер или живораждане.

## Списък на разредите
- подклас Chondrostei – Бахири (Ганоидни)
  - разред Acipenseriformes – Есетроподобни
  - разред Polypteriformes – Многоперкоподобни
- подклас Neopterygii – Същински лъчеперки
  - разред Amiiformes – Амиподобни
  - разред Semionotiformes – Панцерникоподобни (Панцирникоподобни)
  - инфраклас Teleostei – Същински (висши) костни риби
    - надразред Acanthopterygii – Твърдоперки, Бодлоперки
      - разред Atheriniformes – Атериноподобни
      - разред Beloniformes – Зарганоподобни, Зарганови
      - разред Beryciformes – Бериксоподобни
      - разред Channiformes – Змиеглавоподобни
      - разред Cyprinodontiformes – Шаранозъби (Шарановидни)
      - разред Gasterosteiformes – Бодливки
      - разред Mugiliformes – Кефалоподобни
      - разред Pegasiformes – Пегасоподобни (Риби дракони)
      - разред Perciformes – Бодлоперки, Костуроподобни
      - разред Pleuronectiformes – Калканоподобни
      - разред Scorpaeniformes – Скорпидоподобни
      - разред Stephanoberyciformes – Стефанобериксоподобни
      - разред Synbranchiformes —
      - разред Tetraodontiformes – Бодливи риби, Риби таралежи, Риби луни
      - разред Zeiformes – Светипетрови риби

    - надразред Clupeomorpha – Селдоподобни, Селдови
      - разред Clupeiformes – Селдоподобни, Селдови

    - надразред Cyclosquamata —
      - разред Aulopiformes – Вретенови

    - надразред Elopomorpha – Змиоркоподобни, Тарпоподобни
      - разред Albuliformes – Албулообразни
      - разред Anguilliformes – Змиоркоподобни
      - разред Elopiformes – Тарпоподобни
      - разред Notacanthiformes
      - разред Saccopharyngiformes – Торбоусти

    - надразред Lampridiomorpha —
      - разред Lampridiformes – Опахоподобни

    - надразред Ostariophysi – Шараноподобни, Сомоподобни
      - разред Characiformes – Харацидоподобни, Харацинови, Тетри
      - разред Cypriniformes – Шараноподобни
      - разред Gonorynchiformes – Гонорихоподобни
      - разред Gymnotiformes – Гимнотоподобни,
      - разред Siluriformes – Сомоподобни, Сомове

    - надразред Osteoglossomorpha – Араваноподобни
      - разред Osteoglossiformes – Араваноподобни
      - разред Hiodontiformes

    - надразред Paracanthopterygii – Трескоподобни
      - разред Batrachoidiformes – Батрахоподобни, Риби жаби
      - разред Gadiformes – Трескоподобни
      - разред Lophiiformes – Морски дяволи
      - разред Ophidiiformes —
      - разред Percopsiformes – Перкопсообразни

    - надразред Polymixiomorpha – Барбудоподобни
      - разред Ctenothrissiformes —
      - разред Polymixiiformes – Барбудоподобни

    - надразред Protacanthopterygii – Пъстървоподобни
      - разред Argentiniformes
      - разред Esociformes – Щукоподобни
      - разред Osmeriformes —
      - разред Salmoniformes – Пъстървоподобни

    - надразред Scopelomorpha —
      - разред Myctophiformes – Миктофоподобни, миктофи, светещи хамсии

    - надразред Stenopterygii —
      - разред Ateleopodiformes —
      - разред Stomiiformes – Стомиоподобни